# Тімо Саарікоскі
Тімо Саарікоскі (фін. Timo Saarikoski; 17 липня 1969, м. Кіукайнен, Фінляндія) — фінський хокеїст, центральний нападник. Член Зали слави фінського хокею (2006).
Вихованець хокейної школи «Ессят» (Порі). Виступав за «Ессят» (Порі), «Лукко» (Раума), «Йокеріт» (Гельсінкі), «Хаукат», СайПа (Лаппеенранта). 
У складі національної збірної Фінляндії учасник зимових Олімпійських ігор 1992, учасник чемпіонатів світу 1992 і 1993. У складі молодіжної збірної Фінляндії учасник чемпіонату світу 1989. 
Досягнення
- Срібний призер чемпіонату світу (1992)
- Чемпіон Фінляндії (1994, 1996, 1997), срібний призер (1995), бронзовий призер (1998)
- Володар Кубка європейських чемпіонів (1995, 1996).